# Fiat Ritmo

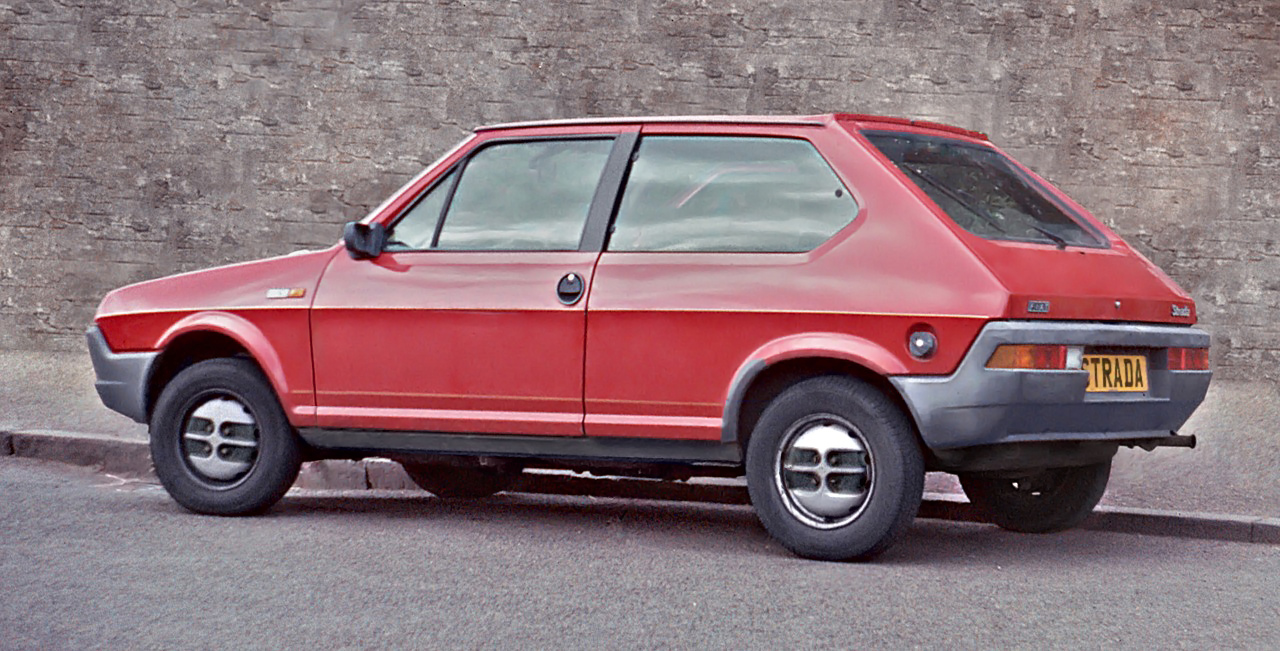
Fiat Strada (Ritmo)

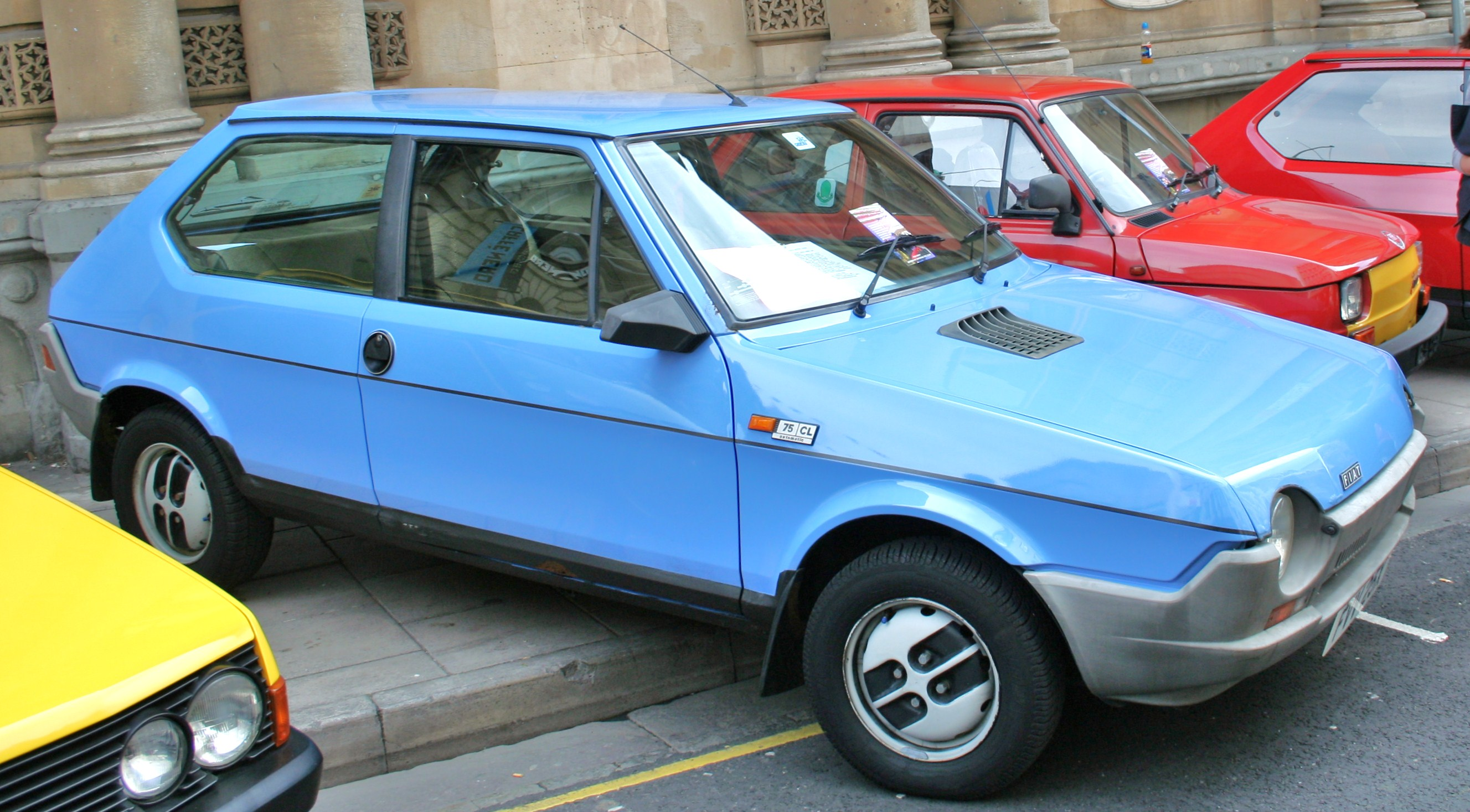
Fiat Ritmo (från den första generationen)

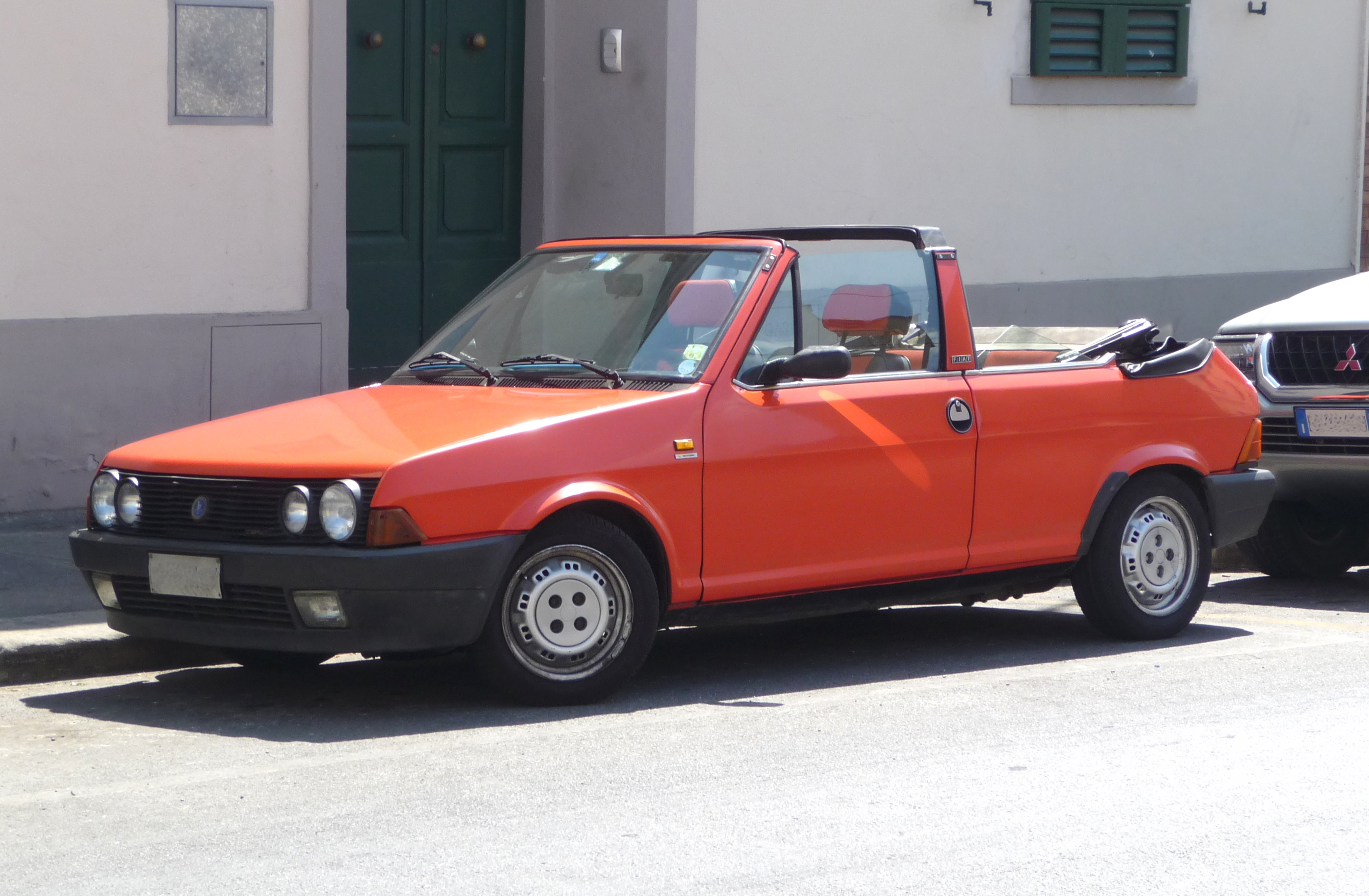
Fiat Ritmo Cabriolet

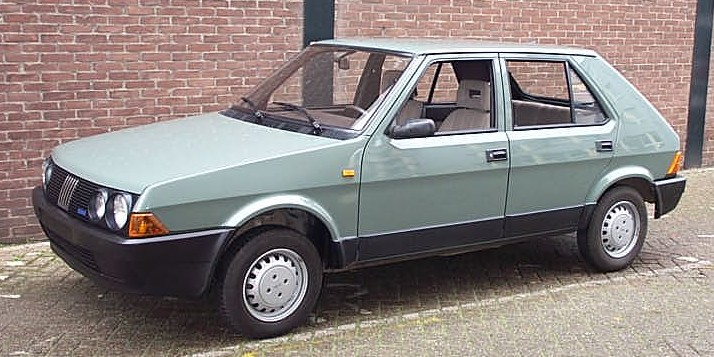
Fiat Ritmo 60L

Fiat Ritmo var en mindre halvkombibil som presenterades 1978 och var i samma storleksklass som exempelvis Volkswagen Golf.

## Historia
Ritmo ersatte Fiat 128, men denna kom att tillverkas parallellt under några år. Karossen, som hade en, för tiden, djärv och modern design, fanns både med tre och fem dörrar, samt som cabriolet (1983-1985) och den designades av Bertone. Ritmo-projektet startade 1972. Ritmo var den första bilmodellen i världen som delvis tillverkades av robotar i vad som gick under namnet "Robogate" och användes i marknadsföringen av modellen i en uppmärksammad reklamfilm. Ritmo tillverkades i Fiats fabrik i Cassino. Detta gjorde modellen billig och effektiv att tillverka, men eftersom metoden inte var ordentligt utvecklad missgynnades byggkvaliteten. Detta faktum, tillsammans med ett dåligt rostskydd, har resulterat i att Ritmo idag är ganska ovanlig, trots att den sålde bra i Sverige. Ritmo fanns även som sedan och kombi, men kallades då Regata. I Sverige fick den istället heta Regatta (kanske för att inte bli kallad ”Ragata”). 
År 1984 genomgick Ritmo en ansiktslyftning och fick den, för 1980-talet, karaktäristiska Fiat-grillen med diagonala metallribbor. Dessutom fick den nya stötfångare och fyra runda strålkastare, mot tidigare två. Denna version tillverkades fram till 1988, då Ritmo ersattes av Fiat Tipo. 
Av de varianter som såldes i Sverige kan nämnas "GTI-versionen" Ritmo 105 TC och Bertonecabrioleten. Sistnämnda importerades i bara 50 exemplar. Teknikens värld konstaterade i ett test 1984 av Ritmo 105 TC att "det är roligt att busa med Ritmon". Ritmon såldes huvudsakligen med en 1,5-litersmotor på 85 hk och med femväxlad manuell låda, även om 1,7-litersdieseln också fanns tillgänglig.
De allra vassaste varianterna 125 TC och 130 TC importerades ej till Sverige. Några exemplar har ändå dykt upp för att tävla i rally.
I Spanien tillverkades också en lätt modifierad variant, kallad Seat Ronda. På vissa marknader heter nya Fiat Bravo Ritmo, exempelvis på Nya Zeeland. För att ytterligare krångla till det för bilhistoriker hette Ritmo Strada i Storbritannien och USA.

## Utrustningsalternativ
- Bas (ej i Sverige)
- CL
- Super
- TC
- Abarth (Sportversion) (ej i Sverige)

## Motorer

### Bensin
- 1,1 liter, 40kW/55 hk (ej i Sverige)
- 1,3 liter, 48kW/65 hk
- 1,5 liter, 55kW/75 hk
- 1,5 liter, 60kW/82 hk
- 1,6 liter, 77kW/105 hk
- 2,0 liter, 95kW/130 hk (ej i Sverige)
- 2,0 liter, 92kW/125 hk (ej i Sverige)

### Diesel
- 1,7 liter, 43kW/58 hk (Diesel)
- 1,9 liter, 59kW/80 hk (Turbodiesel) (ej i Sverige)